# Peter Pavel Glavar
Peter Pavel Glavar, slovenski rimskokatoliški duhovnik, gospodarstvenik in mecen, * 2. maj 1721, Ljubljana † 24. januar 1784, Gomila.

## Življenjepis
Peter Pavel Glavar je bil rojen kot nezakonski sin komendatorja barona Petra Jakoba Testaferrate z Malte. Njegov oče je leta 1698 dobil v užitek komendo pri sv. Petru na Kranjskem, kjer je spoznal lepo domačinko in rodil se je zelo bister fant. Fant se je odločil da bo postal duhovnik. Najprej je živel pri družini Basaj v Vopovljah kot rejenec, nato pa je odšel v jezuitsko šolo v Ljubljani in jo z odliko končal, nadaljeval je študij v Gradcu, kjer je dosegel naslov magistra bogoslovja in modroslovja. Papeža je moral prositi za odvezo od nezakonskega rojstva, ki jo je dobil po posredovanju Testaferrata leta 1743. Leto dni kasneje ga je senjski škof Benzoni na Reki posvetil v duhovnika.

## Delo
Takoj se je vrnil v Komendo, kjer je bil najprej oskrbnik, nato pa zakupnik malteškega viteškega posestva. Najprej je spravil v red knjige in posestvo, nato pa se je z vsemi talenti, prizadevnostjo in jasnim ciljem vrgel v študij, pisanje in duhovno oskrbo župljanov. Leta 1751 je postal župnik v Komendi. Leta 1752 je dal sezidati beneficiatsko hišo in vanjo namestil svojo bogato knjižnico v kateri je imel približno 2000 knjig z najrazličnejših področij znanosti in umetnosti. Tedaj je tudi zaprosil slikarja Franca Jelovška da za novo baročno cerkev, ki jo je dal zgraditi baron Peter Jakob Tastaferrata v letih 1726 do 1729, zasnuje in izdela glavni oltar in prižnico, kar je slikar tudi storil. Leta 1760 je v Komendi ustanovil zasebno šolo z internatom, da bi nadarjenim revnim učencem omogočil nadaljnje šolanje v mestnih šolah. Na tej šoli je poučeval glasbo Jakob Zupan, skladatelj prve slovenske opere- Belin. Od leta 1752 je župljane poučeval tudi na domovih, najbolj krščanski nauk o napredku učencev pa je pisal zapiske, poleg je zapisoval razne zanimive podatke in pripombe o dogajanjih v tistem času v Komendi. Tako je nastal zelo dragocen Glavarjev Status animarum (družinska knjiga) za obdobje od 1754 do 1766. Od leta 1762 do 1766 je dal v Tunjicah postaviti poznobaročno cerkev sv. Ane. Leta 1766 Malteški viteški red ni več podaljšal zakupne pogodbe za Komendo, zato se je moral preseliti na graščino Lanšprež pri Trebnjem, ki jo je kupil od grofa Alojza Auersperga. 
Na Dolenjskem je poučeval kmete, kako je treba obdelovati zemljo, da bo obilneje rodila, kako gojiti zdravo živino in kako pridelovati dobro vino in med. 
Čebelarstvo ga je še posebej veselilo, zato je v letih 1776–1778 iz nemščine prevedel in z lastnimi spoznanji dopolnil  Janšev Pogovor o čebelnih rojih in s tem postal tudi pisec prve slovenske strokovne knjige, ki pa jo Kmetijska družba v Ljubljani ni izdala. S svojim pisanjem si je prizadeval za razvoj čebelarstva na tedanjem Kranjskem in ustanavljanjem čebelarskih zadrug ter čebelarske šole na Lanšprežu. 
Tri dni pred svojo smrtjo, je svoje premoženje v oporoki zapustil siromašnim, bolnim in ostarelim ljudem iz komendske župnije ter lanšperške gospoščine. Iz tega denarja so leta 1804 v Komendi sezidali bolnišnico - Glavarjev špital, v kateri so številni upravičenci dobili dom in zdravstveno ter duhovno oskrbo. Umrl je 24. januarja 1784 na Lanšprežu, kjer je pokopan v grajski kapeli sv. Jožefa.